# Caesiummolybdat
Caesiummolybdat ist eine anorganische chemische Verbindung aus der Gruppe der Molybdate.

## Gewinnung und Darstellung
Caesiummolybdat kann durch Reaktion von Caesiumcarbonat mit Molybdäntrioxid gewonnen werden.
Die Verbindung entsteht auch in Nuklearreaktoren aus den Reaktionsprodukte des Reaktors.

## Eigenschaften
Caesiummolybdat ist ein weißer Feststoff, der gut löslich in Wasser ist. Er besitzt eine orthorhombische Kristallstruktur mit der Raumgruppe Pcmn (Raumgruppen-Nr. 62, Stellung 4). Bei höheren Temperaturen tritt ein Übergang zu einer hexagonalen Kristallstruktur mit der Raumgruppe P63/mmc (Raumgruppen-Nr. 194) auf.

## Verwendung
Caesiummolybdat kann als Elektrodenmaterial für Überspannungsableiter verwendet werden.